# Peter Schmid (újságíró)
Peter Schmid (1916 – ?) svájci újságíró.

## Pályája
Svájci születésű külpolitikai újságíró. Riportjai az ’50-es években többek között a Commentaryben és az Encounterben jelentek meg. Riportkönyvet írt Latin-Amerikáról (Koldusok Aranyzsámolyon. 1956), Délkelet-Ázsiáról (A sárkány árnyéka. 1957), Kínáról (Kína új arca. 1958) és Indiáról (India – Csoda és realitás. 1961.) Az amerikai Commentary folyóiratban publikált Tűz alatt Budapest – Összeesküvés a szabadságért című írása a Szabadság/Harcosok – hidegháborús írások című kötetben jelent meg magyar nyelven 2015 tavaszán.